# Kyle Mills
Kyle Mills (nascido em 1966, Wyoming) é um escritor, norte-americano. Suas obras incluem Rising Phoenix, Fade e The Second Horseman.
Vários de seus livros incluem um personagem Mark Beamon, um agente especial do FBI. Ele também escreveu The Ares Decision (2011), The Utopia Experiment (2013) e The Patriot Attack (2015). Ele é o atual escritor da série de romances de Mitch Rapp depois que o autor original Vince Flynn morreu em 2013.

## Obras
- Rising Phoenix (1997, HarperCollins; ISBN 0-06-017574-5)
- Storming Heaven (1998, HarperCollins; ISBN 0-06-101250-5)
- Free Fall (2000, HarperCollins; ISBN 0-06-019333-6)
- Burn Factor (2001, HarperCollins; ISBN 0-06-019334-4)
- Sphere of Influence (2002, Putnam; ISBN 0-399-14934-1)
- Smoke Screen (2003, Putnam; ISBN 0-399-15098-6)
- Fade (2005, St. Martin's Press; ISBN 0-312-33577-6)
- The Second Horseman (2006, St. Martin's Press; ISBN 0-312-33575-X)
- Darkness Falls (2007, Vanguard Press; ISBN 1-59315-459-3)
- Lords of Corruption (2009, Vanguard Press; ISBN 1-59315-499-2)
- The Immortalists (2011, Thomas & Mercer; ISBN 1-61218-216-X)

### Continuação da série Covert-One (doRobert Ludlum)
- The Ares Decision (2011, Grand Central Publishing; ISBN 0-446-69908-X)
- The Utopia Experiment (2013, Grand Central Publishing, ISBN 978-0446539890)
- The Patriot Attack (2015, Grand Central Publishing, ISBN 978-1455577620)

### Continuação da série Mitch Rapp (doVince Flynn)
- The Survivor (2015, Atria/Emily Bestler, ISBN 978-1476783475)[3]
- Order to Kill (2016, Atria/Emily Bestler, ISBN 978-1-4767-8348-2)
- Enemy of the State (2017, Atria/Emily Bestler Books, ISBN 978-1-4767-8351-2)
- Red War (2018, Atria/Emily Bestler Books, ISBN 978-1-5011-9059-9)
- Lethal Agent (2019, Atria/Emily Bestler Books, ISBN 978-1-5011-9062-9)
- Total Power (2020, Atria/Emily Bestler Books, ISBN 978-1-5011-9065-0)
- Enemy at the Gates (2021, Atria/Emily Bestler Books, ISBN 978-1-982164-88-1)